# Isola della Scala
Isola della Scala är en ort och kommun i provinsen Verona i regionen Veneto i Italien. Kommunen hade 11 549 invånare (2018).